# Campeonato Mundial de Vóley Playa de 2017
El XI Campeonato Mundial de Vóley Playa se celebró en Viena (Austria) entre el 28 de julio y el 6 de agosto de 2017 bajo la organización de la Federación Internacional de Voleibol (FIVB) y la Federación Austríaca de Voleibol.
Las competiciones se realizaron en un estadio construido temporalmente para el evento en la isla del Danubio de la capital austríaca.

## Calendario
| FP | Fase preliminar | 1/16 | Dieciseisavos de final | 1/8 | Octavos de final | 1/4 | Cuartos de final | 1/2 | Semifinales | F | Finales |

| Julio/agosto de 2017 | 28 Vie | 29 Sáb | 30 Dom | 31 Lun | 01 Mar | 02 Mié | 03 Jue | 04 Vie  | 05 Sáb | 06 Dom |
| -------------------- | ------ | ------ | ------ | ------ | ------ | ------ | ------ | ------- | ------ | ------ |
| Torneo masculino     | FP     | FP     | FP     | FP     | FP     | FP     | 1/16   | 1/8     | 1/4    | 1/2 F  |
| Torneo femenino      | FP     | FP     | FP     | FP     | FP     | 1/16   | 1/8    | 1/4 1/2 | F      | —      |

## Medallistas
| Evento    | Oro                                               | Plata                                       | Bronce                                         |
| --------- | ------------------------------------------------- | ------------------------------------------- | ---------------------------------------------- |
| Masculino | Evandro Gonçalves Oliveira · André Stein · Brasil | Clemens Doppler · Alexander Horst · Austria | Viacheslav Krasilnikov · Nikita Liamin · Rusia |
| Femenino  | Laura Ludwig · Kira Walkenhorst · Alemania        | April Ross Lauren Fendrick Estados Unidos   | Larissa França · Talita Antunes · Brasil       |

## Medallero
| Núm. | País           | Oro | Plata | Bronce | Total |
| ---- | -------------- | --- | ----- | ------ | ----- |
| 1    | Brasil         | 1   | 0     | 1      | 2     |
| 2    | Alemania       | 1   | 0     | 0      | 1     |
| 3    | Austria        | 0   | 1     | 0      | 1     |
| 3    | Estados Unidos | 0   | 1     | 0      | 1     |
| 5    | Rusia          | 0   | 0     | 1      | 1     |
|      | TOTAL          | 2   | 2     | 2      | 6     |